# Copa de la UEFA de Fútbol Sala 2011-12
La Copa de la UEFA de fútbol sala 2011-12 es la vigésimo sexta edición del torneo europeo de futsal y la decimoprimera bajo el actual formato de la Copa de la UEFA.

## Equipos participantes
| Ronda Elite             | Ronda Elite              | Ronda Elite            | Ronda Elite          |
| ----------------------- | ------------------------ | ---------------------- | -------------------- |
| Montesilvano CD         | Sporting CP              | Kairat Almaty          | Araz Naxçivan        |
| Ronda Principal         |                          |                        |                      |
| MFK Dinamo Moskva       | Barcelona Alusport       | Era-Pack Chrudim       | Marca Futsal         |
| Slov-Matic Bratislava   | Athina '90               | Uragan Ivano-Frankovsk | MNK Split            |
| Châtelineau             | FC Mapid Minsk           | Asa Ben Gurion         | Iberia Star          |
| KMF Ekonomac Kragujevac | Nikars Riga              | City'US Târgu Mures    | Akademia FC Pniewy   |
| FC Litija               |                          |                        |                      |
| Ronda Preliminar        |                          |                        |                      |
| CFE/VDL Groep           | FK Nautara Kaunas        | Győri ETO              | Ilves Tampere        |
| SC Tornado Chisinau     | BGA Futsal               | Helvécia               | EID Futsal           |
| KMF Bajo Pivljanin      | Erebuni Yerevan          | SD Croatia Berlin      | Sporting Paris       |
| Falcão FC Stockholm     | Excess RP Bidnija        | Vegakameratene         | FC Anzhi Tallinn     |
| Fjölnir                 | Istanbul Üniversitesi SK | KF Flamurtari Vlora    | FC Encamp            |
| The New Saints FC       | AC Omonia Nicosia        | MFC Varna              | KMF Zelezarec Skopje |
| KMF Leotar Trebinje     | Stella Rossa             | Geneva Futsal          | Perth Saltires       |

CD Campeón defensor.

## Ronda preliminar
El sorteo para la Ronda preliminar y la Ronda Principal tuvo lugar el 6 de julio de 2011 en la sede de la UEFA en Nyon, Suiza. Primero, los 28 equipos de menor clasificación fueron divididos en 7 grupos de 4 equipos y después se eligió el equipo sede para el grupo. La ronda preliminar se llevó a cabo del 13 al 21 de agosto, solo los ganadores de grupo avanzaron a la siguiente ronda.

### Grupo A
| Equipo             | Pts | PJ | PG | PE | PP | GF | GC |
| ------------------ | --- | -- | -- | -- | -- | -- | -- |
| Ilves Tampere      | 7   | 3  | 2  | 1  | 0  | 15 | 9  |
| KMF Bajo Pivljanin | 6   | 3  | 2  | 0  | 1  | 17 | 10 |
| SD Croatia Berlin  | 3   | 3  | 1  | 0  | 2  | 13 | 18 |
| Perth Saltires     | 1   | 3  | 0  | 1  | 2  | 4  | 12 |

### Grupo B
| Equipo            | Pts | PJ | PG | PE | PP | GF | GC |
| ----------------- | --- | -- | -- | -- | -- | -- | -- |
| Geneva Futsal     | 7   | 3  | 2  | 1  | 0  | 23 | 6  |
| EID Futsal        | 7   | 3  | 2  | 1  | 0  | 19 | 14 |
| FK Nautara Kaunas | 3   | 3  | 1  | 0  | 2  | 15 | 13 |
| The New Saints    | 0   | 3  | 0  | 0  | 3  | 11 | 35 |

### Grupo C
| Equipo              | Pts | PJ | PG | PE | PP | GF | GC |
| ------------------- | --- | -- | -- | -- | -- | -- | -- |
| KMF Leotar Trebinje | 9   | 3  | 3  | 0  | 0  | 24 | 7  |
| SC Tornado Chisinau | 6   | 3  | 2  | 0  | 1  | 11 | 10 |
| FC Encamp           | 3   | 3  | 1  | 0  | 2  | 15 | 21 |
| Falcão FC Stockholm | 0   | 3  | 0  | 0  | 3  | 8  | 20 |

### Grupo D
| Equipo         | Pts | PJ | PG | PE | PP | GF | GC |
| -------------- | --- | -- | -- | -- | -- | -- | -- |
| Vegakameratene | 9   | 3  | 3  | 0  | 0  | 12 | 6  |
| MFC Varna      | 6   | 3  | 2  | 0  | 1  | 16 | 13 |
| BGA Futsal     | 3   | 3  | 1  | 0  | 2  | 10 | 11 |
| Fjölnir        | 0   | 3  | 0  | 0  | 3  | 9  | 17 |

### Grupo E
| Equipo          | Pts | PJ | PG | PE | PP | GF | GC |
| --------------- | --- | -- | -- | -- | -- | -- | -- |
| Győri ETO       | 9   | 3  | 3  | 0  | 0  | 25 | 4  |
| Helvécia Futsal | 6   | 3  | 2  | 0  | 1  | 13 | 9  |
| Stella Rossa    | 3   | 3  | 1  | 0  | 2  | 14 | 19 |
| Anzhi Tallinn   | 0   | 3  | 0  | 0  | 3  | 2  | 22 |

### Grupo F
| Equipo                | Pts | PJ | PG | PE | PP | GF | GC |
| --------------------- | --- | -- | -- | -- | -- | -- | -- |
| CFE/VDL Groep         | 9   | 3  | 3  | 0  | 0  | 22 | 9  |
| KMF Zelezarec Skopje  | 6   | 3  | 2  | 0  | 1  | 28 | 11 |
| Istanbul Üniversitesi | 3   | 3  | 1  | 0  | 2  | 17 | 28 |
| Excess RP Bidnija     | 0   | 3  | 0  | 0  | 3  | 9  | 28 |

### Grupo G
| Equipo          | Pts | PJ | PG | PE | PP | GF | GC |
| --------------- | --- | -- | -- | -- | -- | -- | -- |
| AC Omonia       | 9   | 3  | 3  | 0  | 0  | 19 | 6  |
| Sporting Paris  | 6   | 3  | 2  | 0  | 1  | 19 | 11 |
| Erebuni Yerevan | 3   | 3  | 1  | 0  | 2  | 8  | 14 |
| KS Flamurtari   | 0   | 3  | 0  | 0  | 3  | 5  | 20 |

## Ronda Principal
Los 7 equipos ganadores de grupo y los 17 equipos clasificados a la ronda principal fueron distribuidos en 6 grupos de 4 equipos. Los partidos se desarrollaron entre el 24 de septiembre y el 2 de octubre. Los 2 mejores equipos de cada grupo avanzaron a la ronda Elite.

### Grupo A
| Equipo            | Pts | PJ | PG | PE | PP | GF | GC |
| ----------------- | --- | -- | -- | -- | -- | -- | -- |
| CFE/VDL Groep     | 6   | 3  | 2  | 0  | 1  | 17 | 10 |
| MFK Dinamo Moskva | 6   | 3  | 2  | 0  | 1  | 13 | 7  |
| FC Litija         | 4   | 3  | 1  | 1  | 1  | 9  | 9  |
| Athina 90         | 1   | 3  | 0  | 1  | 2  | 7  | 22 |

### Grupo B
| Equipo              | Pts | PJ | PG | PE | PP | GF | GC |
| ------------------- | --- | -- | -- | -- | -- | -- | -- |
| FC Barcelona        | 9   | 3  | 3  | 0  | 0  | 29 | 2  |
| Győri ETO           | 6   | 3  | 2  | 0  | 1  | 16 | 17 |
| KMF Leotar Trebinje | 1   | 3  | 0  | 1  | 2  | 8  | 19 |
| Nikars Riga         | 1   | 3  | 0  | 1  | 2  | 7  | 22 |

### Grupo C
| Equipo                | Pts | PJ | PG | PE | PP | GF | GC |
| --------------------- | --- | -- | -- | -- | -- | -- | -- |
| Iberia Star Tbilisi   | 7   | 3  | 2  | 1  | 0  | 18 | 3  |
| Slov-Matic Bratislava | 5   | 3  | 1  | 2  | 0  | 10 | 9  |
| FC Mapid Minsk        | 3   | 3  | 1  | 0  | 2  | 5  | 6  |
| Geneva Futsal         | 1   | 3  | 0  | 1  | 2  | 5  | 20 |

### Grupo D
| Equipo             | Pts | PJ | PG | PE | PP | GF | GC |
| ------------------ | --- | -- | -- | -- | -- | -- | -- |
| A&M Châtelineau    | 7   | 3  | 2  | 1  | 0  | 9  | 6  |
| Era-Pack Chrudim   | 6   | 3  | 2  | 0  | 1  | 13 | 8  |
| Akademia FC Pniewy | 3   | 3  | 1  | 0  | 2  | 7  | 10 |
| Vegakameratene     | 1   | 3  | 0  | 1  | 2  | 6  | 11 |

### Grupo E
| Equipo              | Pts | PJ | PG | PE | PP | GF | GC |
| ------------------- | --- | -- | -- | -- | -- | -- | -- |
| Marca Futsal        | 9   | 3  | 3  | 0  | 0  | 15 | 3  |
| City'US Târgu Mures | 6   | 3  | 2  | 0  | 1  | 13 | 7  |
| MNK Split           | 3   | 3  | 1  | 0  | 2  | 6  | 10 |
| Ilves Tampere       | 0   | 3  | 0  | 0  | 3  | 3  | 17 |

### Grupo F
| Equipo                  | Pts | PJ | PG | PE | PP | GF | GC |
| ----------------------- | --- | -- | -- | -- | -- | -- | -- |
| KMF Ekonomac Kragujevac | 9   | 3  | 3  | 0  | 0  | 16 | 6  |
| Uragan Ivano-Frankovsk  | 6   | 3  | 2  | 0  | 1  | 15 | 11 |
| AC Omonia Nicosia       | 3   | 3  | 1  | 0  | 2  | 7  | 12 |
| Asa Ben Gurion          | 0   | 3  | 0  | 0  | 3  | 7  | 14 |

## Ronda Élite

### Grupo A
| Equipo              | Pts | PJ | PG | PE | PP | GF | GC |
| ------------------- | --- | -- | -- | -- | -- | -- | -- |
| MFK Dinamo Moskva   | 7   | 3  | 2  | 1  | 0  | 16 | 5  |
| Kairat Almaty       | 7   | 3  | 2  | 1  | 0  | 7  | 4  |
| Ekonomac Kragujevac | 3   | 3  | 1  | 0  | 2  | 5  | 13 |
| A&M Châtelineau     | 0   | 3  | 0  | 0  | 3  | 6  | 12 |

### Grupo B
| Equipo           | Pts | PJ | PG | PE | PP | GF | GC |
| ---------------- | --- | -- | -- | -- | -- | -- | -- |
| FC Barcelona     | 7   | 3  | 2  | 1  | 0  | 12 | 2  |
| Araz Naxçivan    | 4   | 3  | 1  | 1  | 1  | 10 | 9  |
| CFE/VDL Groep    | 3   | 3  | 1  | 0  | 2  | 6  | 9  |
| Era-Pack Chrudim | 3   | 3  | 1  | 0  | 2  | 4  | 12 |

### Grupo C
| Equipo              | Pts | PJ | PG | PE | PP | GF | GC |
| ------------------- | --- | -- | -- | -- | -- | -- | -- |
| Sporting CP         | 7   | 3  | 2  | 1  | 0  | 13 | 9  |
| Iberia Star Tbilisi | 4   | 3  | 1  | 1  | 1  | 14 | 17 |
| City'US Târgu Mures | 3   | 3  | 1  | 0  | 2  | 14 | 15 |
| Győri ETO           | 3   | 3  | 1  | 0  | 2  | 13 | 13 |

### Grupo D
| Equipo                 | Pts | PJ | PG | PE | PP | GF | GC |
| ---------------------- | --- | -- | -- | -- | -- | -- | -- |
| Marca Futsal           | 7   | 3  | 2  | 1  | 0  | 9  | 5  |
| Montesilvano           | 5   | 3  | 1  | 2  | 0  | 5  | 4  |
| Uragan Ivano-Frankovsk | 4   | 3  | 1  | 1  | 1  | 7  | 8  |
| Slov-Matic Bratislava  | 0   | 3  | 0  | 0  | 3  | 5  | 9  |

## Final Four
|  | Semifinales          | Semifinales          |   |              | Final                | Final                |  |
|  | 27 de abril - Lérida | 27 de abril - Lérida |   |              | 29 de abril - Lérida | 29 de abril - Lérida |  |
|  |                      |                      |   |              |                      |                      |  |
|  |                      |                      |   |              |                      |                      |  |
|  | Marca Futsal         | 0                    |   |              |                      |                      |  |
|  | MFK Dinamo Moscú     | 3                    |   |              |                      |                      |  |
|  |                      |                      |   |              |                      |                      |  |
|  |                      |                      |   |              |                      |                      |  |
|  |                      |                      |   |              | MFK Dinamo Moscú     | 1                    |  |
|  |                      | FC Barcelona         | 3 |              |                      |                      |  |
|  |                      |                      |   |              |                      |                      |  |
|  |                      |                      |   |              |                      |                      |  |
|  |                      |                      |   |              | Tercer lugar         |                      |  |
|  |                      |                      |   |              |                      |                      |  |
|  | FC Barcelona         | 5                    |   | Marca Futsal | 3 (4)                |                      |  |
|  | Sporting CP          | 1                    |   |              | Sporting CP          | 3 (3)                |  |

| UEFA Futsal Cup 2011–12  |
| ------------------------ |
|                          |
| FC Barcelona 1.er Título |